# Елена Палеологина (деспотица на Сърбия)
Вижте пояснителната страница за други личности с името Елена Палеологина.
Елена Палеологина (на сръбски: Јелена Палеолог, на гръцки: Ελένη Παλαιολογίνα) (1431 – 1473) е византийска принцеса и деспотица на Сърбия чрез брака си с деспот Лазар Бранкович.
Eлена е родена в Пелопонеското деспотство през 1431 г. Тя е най-голямото от децата на Тома Палеолог и Катерина Асенина Закария. Нейната първа братовчедка, също Елена Палеологина, става кралица на Кипърското кралство.
През октомври 1446 г. Елена напуска Пелопонес и заминава за Смедерево, където през декември се омъжва за Лазар Бранкович. На 24 декември 1456 г. Лазар наследява баща си Георги Бранкович начело на деспотството и Елена става деспотица на Сърбия. Те имат три оцелели дъщери:
- Елена Бранкович (след брака си приела името Мара или Мария) (1447 – 1498), омъжена за краля на Босна Стефан Томашевич Котроманич; по-късно тя влиза в харема на турски паша;
- Милица Бранкович (починала 1464 г.), омъжена за Леонардо III Токо, владетел на Епир, от когото има един син; тя умира при раждане;
- Ирина Бранкович, съпруга на Гьон II Кастриоти.

Лазар Бранкович управлява Смедерево до смъртта си през 1458 г. След като османците завладяват крепостта на 20 юни 1459 г. Елена Палеологина бяга от Сърбия за гръцкия остров Левкада, където приема католицизма.